# Ice Age: Continental Drift
Ice Age: Continental Drift is een Amerikaanse animatiefilm uit 2012 en het vervolg op Ice Age: Dawn of the Dinosaurs en de voorloper op Ice Age: Collision Course dat werd uitgebracht in 2016.

## Verhaal
Het verhaal speelt zich 16 jaar later af dan de vorige film. Peaches - de dochter van Manny en Ellie - is al een puber, en gaat om met andere jongensmammoeten. Manny wil dat echter niet. Sid wordt verrast door zijn familie, uiteraard laten zij hem weer achter, behalve zijn knorrige oma: Granny. Nadat een compleet continent op drift is geslagen, raken onze helden gescheiden van de kudde.
Ellie moet de kudde leiden. Ondertussen gebruikt het trio Manny, Diego en Sid (en Granny) een blok ijs als schip. Echter na een storm zien ze een (ijs)schip. Kapitein Gutt neemt hen gevangen. Diego ontmoet Shira, een vrouwelijke sabeltijger. Manfred, Sid, Diego en Granny komen weer vrij. Diego nodigt Shira uit om mee te gaan, uiteraard wil ze dat wel. Manny, Sid, Granny, Shira en Diego komen uiteindelijk weer terug bij Ellie, Peaches en Louis, Peaches' vriend.
Kapitein Gutt wil wraak en bindt Ellie vast. Manny vecht met Gutt op een blok ijs. Uiteindelijk gooit Manfred Gutt met zijn slurf naar een blok ijs, en drijft weg, waarna hij wordt gevangen door sirenes, die zich voordoen als een aap met prachtig blond haar, waardoor de kapitein spontaan verliefd op haar wordt. Terwijl Manny nog op het ijsblok staat zwemt een walvis met Sid en Granny er in voorbij. De kudde gaat naar een eiland, waar een groep klipdassen leeft. Ze hebben Manny, Diego, Sid en Granny meegeholpen met hun plan, want hun thuis is verwoest door de scheur.
Ook dit verhaal heeft een subplot waar Scrat in speelt. Als Scrat een schatkaart vindt gaat hij op reis naar de grootste nootjesschat in de geschiedenis. Hij wordt ook gevangen op Gutts schip maar ontsnapt, als hij Scratlantis vindt, de plaats waar de schat is, ziet hij heel wat Scrats en Scrattés. Hij ziet een reuzennoot en pakt die vast, maar dan komt er een overstroming, die hij wel overleeft, maar hij komt in de woestijn terecht.

## Rolverdeling

### Engelse stemmen
Hoofdpersonages:
- Scrat (sabeltandeekhoorn) (Chris Wedge)
- Manny (mammoet) (Ray Romano)
- Ellie (mammoet) (Queen Latifah)
- Peaches (mammoet, dochter van Manny en Ellie) (Keke Palmer)
- Sid (luiaard) (John Leguizamo)
- Oma (luiaard, oma van Sid) (Wanda Sykes)
- Diego (sabeltandtijger) (Denis Leary)
- Eddie (buidelrat) (Josh Peck)
- Crash (buidelrat) (Seann William Scott)

Piraten:
- Captain Gutt (aap) (Peter Dinklage)
- Shira (sabeltandtijger) (Jennifer Lopez)
- Flynn (zeeolifant) (Nick Frost)
- Squint (konijn) (Aziz Ansari)
- Raz (kangoeroe) (Rebel Wilson)
- Gupta (das) (Kunal Nayyar)
- Silas (stormvogel) (Alain Chabat)

Overige personages:
- Louis (grondegel, vriend van Peaches) (Josh Gad)
- Ethan (mammoet) (Aubrey Drake Graham)
- Steffie (mammoet) (Nicki Minaj)
- Milton (luiaard, vader van Sid) (Alan Tudyk)

### Nederlandse stemmen
Hoofdpersonages:
- Scrat (sabeltandeekhoorn) (Chris Wedge) (zelfde stem als in de originele versie)
- Manny (mammoet) (Jack Wouterse)
- Ellie (mammoet) (Daphne Bunskoek)
- Peaches (mammoet, dochter van Manny en Ellie) (Loek Beernink)
- Sid (luiaard) (Carlo Boszhard)
- Oma (luiaard, oma van Sid) (Lucie de Lange)
- Diego (sabeltandtijger) (Filip Bolluyt)
- Eddy (buidelrat) (Tygo Gernandt)
- Crash (buidelrat) (Eddy Zoëy)

Piraten:
- Captain Gutt (aap) (Ernst Daniël Smid)
- Shira (sabeltandtijger) (Froukje de Both)
- Flynn (zeehond) (Thijs van Aken)
- Squint (konijn) (Gers Pardoel)
- Raz (kangoeroe) (Hilde de Mildt)
- Gupta (das) (Huub Dikstaal)
- Silas (stormvogel) (Ewout Eggink)

Overige personages:
- Louis (grondegel, vriend van Peaches) (Levi van Kempen)
- Ethan (mammoet) (Tim Douwsma)
- Steffie (mammoet) (Lieke van Lexmond)
- Milton (luiaard, vader van Sid) (Jack van Gelder)

### Vlaamse stemmen
Hoofdpersonages:
- Scrat (sabeltandeekhoorn) (Chris Wedge) (zelfde stem als in de originele versie)
- Manny (mammoet) (Wim Opbrouck)
- Ellie (mammoet) (Tania Van der Sanden)
- Peaches (mammoet, dochter van Manny en Ellie) (Aagje Dom)
- Sid (luiaard) (Kevin Janssens)
- Oma (luiaard, oma van Sid) (Britt Van Der Borght)
- Diego (sabeltandtijger) (Lucas Van den Eynde)
- Eddy (buidelrat) (Jelle De Beule)
- Crash (buidelrat) (Nico Sturm)

Piraten:
- Captain Gutt (aap) (Jan Van Looveren)
- Shira (sabeltandtijger) (Charlotte Vandermeersch)
- Flynn (zeehond) (Bart Cannaerts)
- Squint (konijn) (Sven de Ridder)
- Raz (kangoeroe) (Ini Massez)
- Gupta (das) (George Arrendell)
- Silas (stormvogel) (Christophe Deborsu)

Overige personages:
- Louis (grondegel, vriend van Peaches) (Stef Aerts)
- Ethan (mammoet) (Matteo Simoni)
- Steffie (mammoet) (Tine Embrechts)
- Milton (luiaard, vader van Sid) (Marc Van Eeghem)

## Achtergrond
De titelsong van deze film, We are, werd ingezongen door de Amerikaanse actrice en zangeres Keke Palmer. Ook komt het liedje Chasing The Sun van The Wanted meerdere keren aan bod in de film.
Voorafgaand aan de film speelt men een kortfilm over Maggie Simpson, een figuur uit The Simpsons. Deze film kreeg de titel The Longest Daycare. In de film komen geen gesproken woorden voor. De bijhorende muziek werd gecomponeerd door Hans Zimmer.